# Змінна (програмування)
Змі́нна (англ. variable) — об'єкт програми, що має ім'я та значення.
В більшості мов програмування змінна характеризується певним типом, що дозволяє конкретизувати поведінку програми з такою змінною, а в окремих мовах — класом пам'яті, який визначає місце в пам'яті та час існування змінної. Зокрема у мовах програмування з жорстким контролем типів можна визначати однойменні процедури та функції для різних аргументів різних типів.
Фактично, розвитком мов програмування є розвиток їх роботи зі змінними.